# Alberto Fernández Sainz
Pour les articles homonymes, voir Alberto Fernández, Fernández et Sainz.
Fernández  Sainz est un nom espagnol. Le premier nom de famille, en général paternel, est Fernández ; le second, en général maternel, souvent omis, est Sainz.
Alberto Fernández Sainz est un coureur cycliste espagnol, né le 15 novembre 1981 à Barros (es). Il est professionnel de 2008 à 2010 au sein de l'équipe Xacobeo Galicia. Son père Alberto Fernández Blanco fut également coureur professionnel de 1978 à 1984.

## Biographie
Alberto Fernandez Sainz est le fils d'Alberto Fernández Blanco, cycliste professionnel de 1978 à 1984, et d'Inmaculada Sainz, morts dans un accident de la circulation le 14 décembre 1984, laissant leur fils Alberto orphelin à trois ans. Celui-ci est élevé par ses grands parents maternels. Il commence le cyclisme durant son enfance et s'inscrit au CC Besaya à 14 ans. À l'âge de 18 ans, il décide de faire des études. Sa carrière cycliste est alors mise en sommeil jusqu'en 2005.[réf. souhaitée] Il passe professionnel en 2008, à l'âge de 26 ans, chez Karpin-Galicia. Il a notamment remporté la Bizkaiko Bira (es) en 2007. Il participe au Tour d'Espagne 2009, qu'il abandonne à la onzième étape à la suite d'une chute. Il participe fin 2009 à la commémoration des 25 ans de la mort de son père dont il dit n'avoir aucun souvenir.

## Palmarès sur route

### Par années
- 2005
  - Champion de Cantabrie sur route
  - 2e de la Prueba Loinaz
  - 2e du Tour de Galice
- 2006
  - 2e du Tour de Tarragone
  - 2e de l'Andra Mari Sari Nagusia
  - 3e du Dorletako Ama Saria
- 2007
  - Bizkaiko Bira (es)
  - 3e du Mémorial Juan Manuel Santisteban

### Résultats sur les grands tours

#### Tour d'Espagne
1 participation
- 2009 : abandon (11e étape)

### Classements mondiaux
| Année           | 2007   |
| --------------- | ------ |
| UCI Europe Tour | 1 351e |

## Palmarès en VTT
- Vielha 2018
  -  Médaillé d'argent du championnat d'Europe d'ultra cross-country marathon